# Mourecotelles puelche
Mourecotelles puelche är en biart som beskrevs av Toro och Cabezas 1978. Mourecotelles puelche ingår i släktet Mourecotelles och familjen korttungebin. Inga underarter finns listade i Catalogue of Life.